# Eugrapta
Eugrapta is een geslacht van vlinders van de familie spinneruilen (Erebidae), uit de onderfamilie Calpinae.

## Soorten
- E. angulata Pagenstecher, 1900
- E. igniflua Wileman & South, 1917
- E. venusta Hampson, 1897